# Malcolm Mortimore
Malcolm Paul Mortimore (né le 16 juin 1953 à Wimbledon, Angleterre), est un batteur ayant joué avec Gentle Giant, Spike Heatley, Tom Jones, Troy Tate, Ian Dury, G.T. Moore, Mick et Chris Jagger, Frankie Miller, Oliver Jones et Barney Kessel. Il tourne depuis régulièrement avec Three Friends, Us (Derek Austin, Herbie Flowers, Chris Spedding) et Atocha de Chris Jagger.